# Малжево
Малжево (пол. Małżewo, нім. Groß Malsau) — село в Польщі, у гміні Тчев Тчевського повіту Поморського воєводства.
Населення — 397 осіб (2011).
У 1975-1998 роках село належало до Гданського воєводства.

## Демографія
Демографічна структура станом на 31 березня 2011 року:
|          | Загалом | Допрацездатний вік | Працездатний вік | Постпрацездатний вік |
| -------- | ------- | ------------------ | ---------------- | -------------------- |
| Чоловіки | 201     | 40                 | 148              | 13                   |
| Жінки    | 196     | 49                 | 115              | 32                   |
| Разом    | 397     | 89                 | 263              | 45                   |